# Pole (rolnictwo)

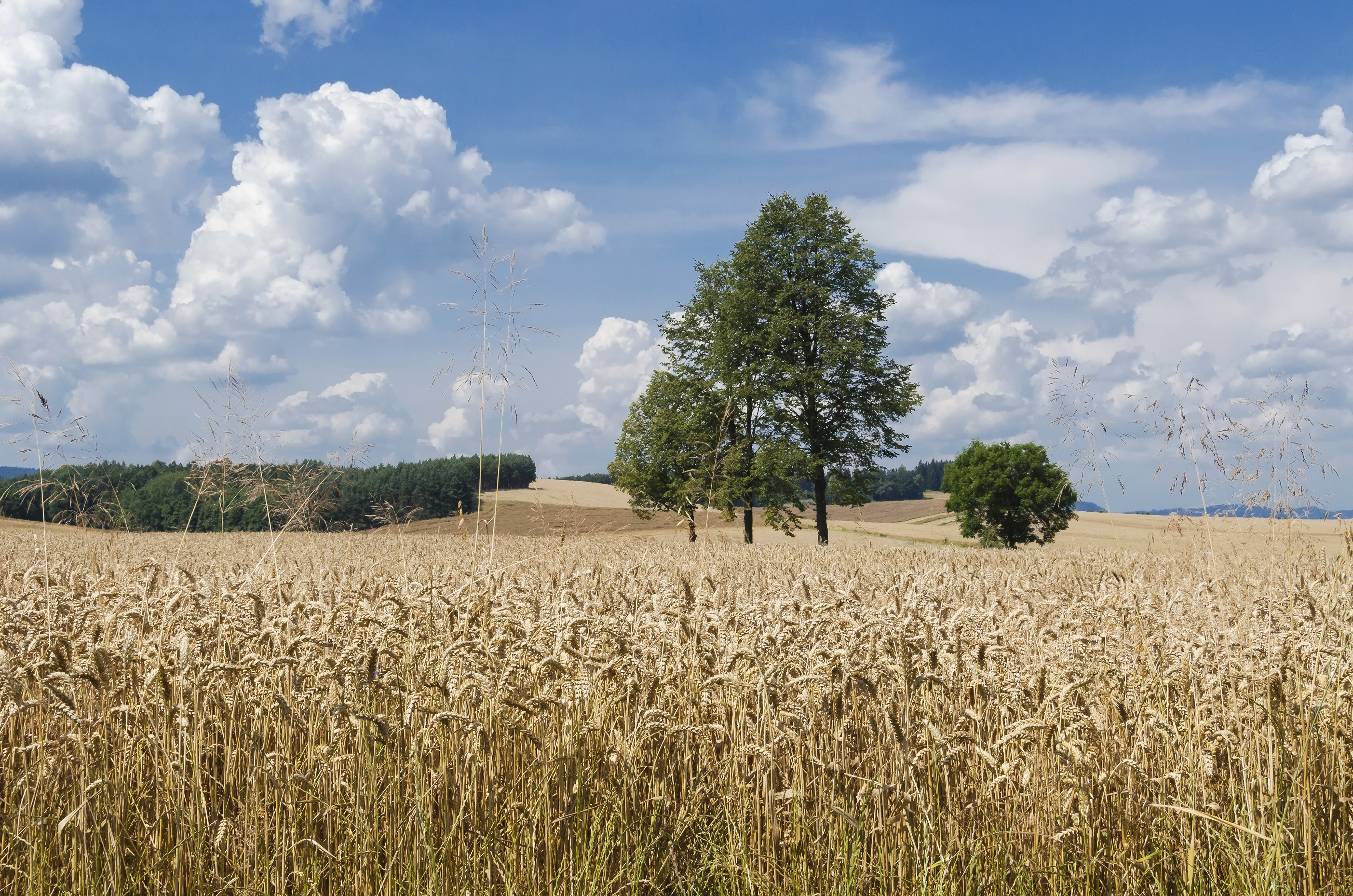
Pole z pszenicą, tuż przed zbiorem.

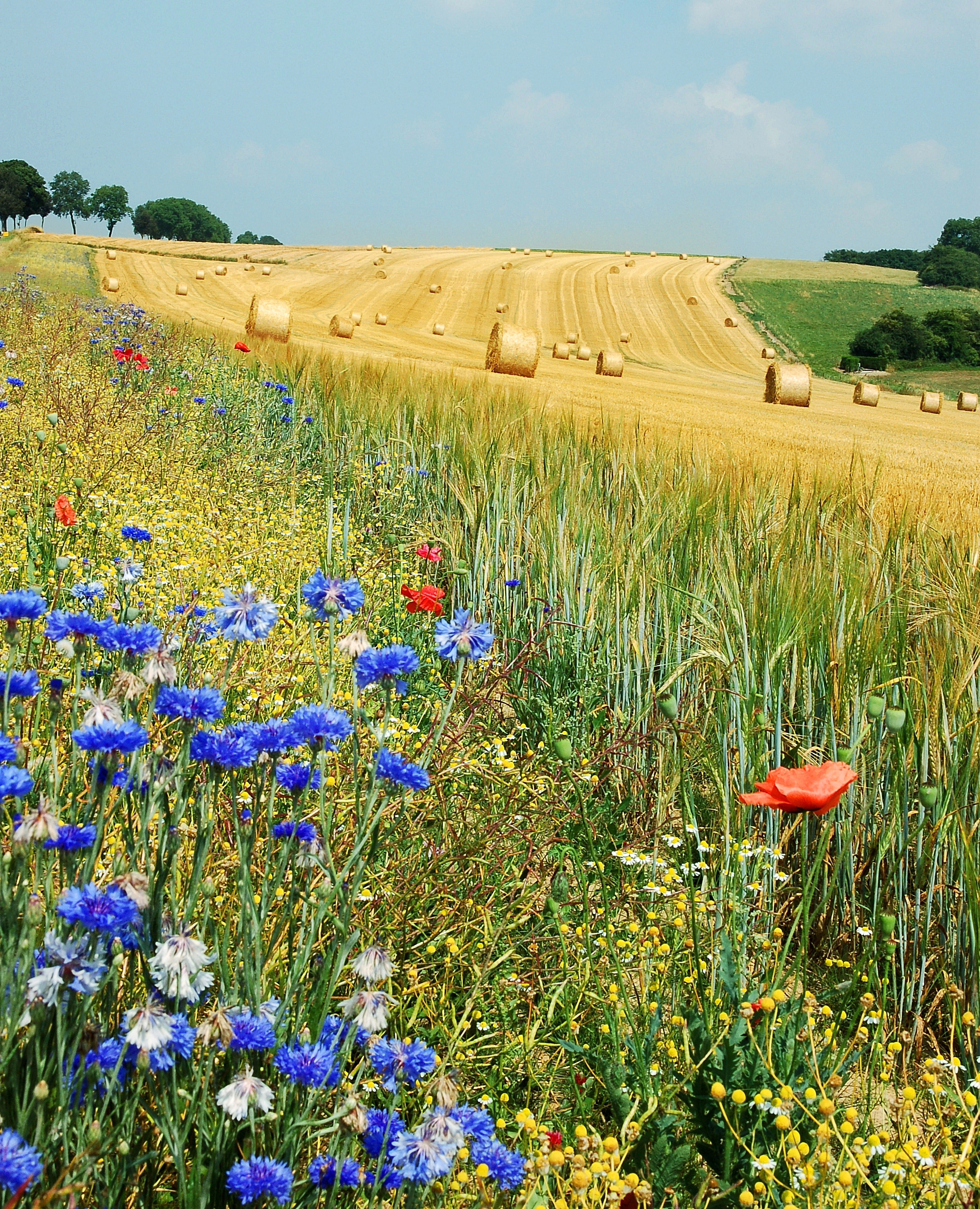
Miedze śródpolne urozmaicają krajobraz i sprzyjają bioróżnorodności.

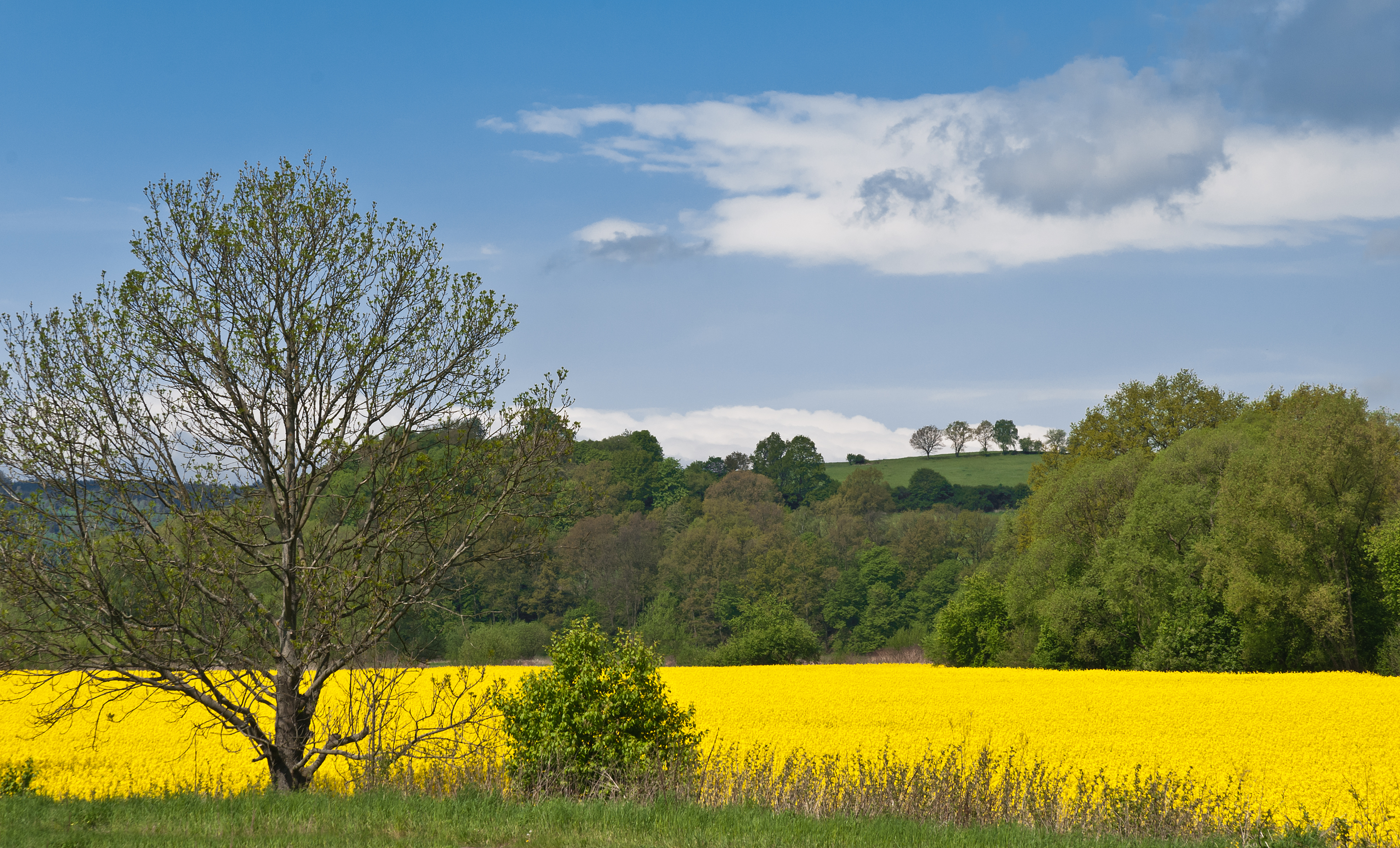
Pole rzepaku w trakcie kwitnienia.

Pole – obszar ziemi przeznaczony pod uprawę roślin, najczęściej obsiany lub obsadzony jedną rośliną, np. żytem, kukurydzą, ziemniakami. Pole jest sztucznym agroekosystemem kształtującym krajobraz rolniczy. Pole w płodozmianie przeznaczone pod jakąkolwiek roślinę nazywa się stanowiskiem.
W gospodarce wielkoobszarowej (np. b. Związku Radzieckim, Czechosłowacji) małe pola były komasowane. W wyniku tego pozbywano się miedz, zakrzaczeń i oczek wodnych, co doprowadziło do wywiewania drobnych (najwartościowszych) cząstek gleby. Przeważająca liczba gospodarstw indywidualnych w Polsce zapobiegła tym niekorzystnym zjawiskom.
W terenie górzystym dla zmniejszenia erozji długie boki pola powinny być wyznaczane wzdłuż warstwic, prostopadle do spadku terenu (tzw. pola wstęgowe).
W terenie nizinnym pola powinny mieć niezbyt duży areał i być oddzielone miedzami lub zadrzewieniami śródpolnymi. Zapobiega to erozji wietrznej i wzbogaca bioróżnorodność.

## Podział pól
- pola uprawne
- łąki
- pastwiska
- ugory
- odłogi